# Jōichi Itō
Jōichi Itō (jap. 伊藤穰一 Itō Jōichi; szerzej znany jako Joi Ito, ur. 19 czerwca 1966 roku) – urodzony w Japonii, wykształcony w Stanach Zjednoczonych przedsiębiorca, skupiający się na technologiach internetowych. Jest wiceprezesem International Business and Mobile Devices for Technorati, przewodniczącym Six Apart Japan, oraz członkiem zarządów Creative Commons i Socialtext. Jest założycielem i dyrektorem firmy Neoteny Co., Ltd.